# Amphigomphus
Amphigomphus – rodzaj ważek z rodziny gadziogłówkowatych (Gomphidae).

## Podział systematyczny
Do rodzaju należą następujące gatunki:
- Amphigomphus hansoni Chao, 1954
- Amphigomphus nakamurai Karube, 2001
- Amphigomphus somnuki Hämäläinen, 1996